# Liste der Biografien/Benv
Liste der Biografien |
Portal Biografien |
Personensuche
# |
A |
B |
C |
D |
E |
F |
G |
H |
I |
J |
K |
L |
M |
N |
O |
P |
Q |
R |
S |
T |
U |
V |
W |
X |
Y |
Z |
?
 
Ba |
Be |
Bd |
Bg |
Bh |
Bi |
Bj |
Bl |
Bm |
Bn |
Bo |
Br |
Bs |
Bu |
Bw |
By |
Bz
 
Bea–Beb |
Bec |
Bed |
Bee |
Bef |
Beg |
Beh |
Bei |
Bej |
Bek |
Bel |
Bem |
Ben |
Beo |
Bep |
Beq |
Ber |
Bes |
Bet |
Beu |
Bev |
Bew |
Bex |
Bey |
Bez
 
Bena |
Benb |
Benc |
Bend |
Bene |
Benf |
Beng |
Benh |
Beni |
Benj |
Benk |
Benl |
Benm |
Benn |
Beno |
Benq |
Benr |
Bens |
Bent |
Benu |
Benv |
Benw |
Beny |
Benz
Die Liste der Biografien führt alle Personen auf, die in der deutschsprachigen Wikipedia einen Artikel haben. Dieses ist eine Teilliste mit 26 Einträgen von Personen, deren Namen mit den Buchstaben „Benv“ beginnt.

## Benv

### Benve
- Benvegnu, Benoît (* 1985), französischer Fußballtorhüter
- Benveniste, Émile (1902–1976), französischer Linguist
- Benveniste, Jacques (1935–2004), französischer Mediziner
- Benveniste, Jehoschua, jüdischer Gelehrter in der Türkei
- Benvenisti, Eyal (* 1959), israelischer Jurist und Professor an der Universität Tel Aviv
- Benvenuti, Alessandro (* 1950), italienischer Schauspieler, Drehbuchautor und Filmregisseur
- Benvenuti, Andrea (* 1969), italienischer Leichtathlet
- Benvenuti, Augusto (1839–1899), italienischer Bildhauer
- Benvenuti, Dante (1925–2012), italienisch-argentinischer Radrennfahrer
- Benvenuti, Giacomo (1885–1943), italienischer Musikwissenschaftler und -Herausgeber, Komponist und Organist
- Benvenuti, Jolanda (1908–1981), italienische Filmeditorin
- Benvenuti, Jürgen (* 1972), österreichischer Autor
- Benvenuti, Lamberto, italienischer Filmregisseur
- Benvenuti, Lodovico (1899–1976), italienischer Politiker, Mitglied der Camera, erster Generalsekretär des Europarates
- Benvenuti, Nino (1938–2025), italienischer BoxerNino Benvenuti (1938–2025)

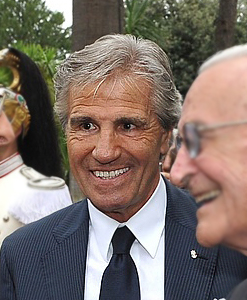
Nino Benvenuti (1938–2025)

- Benvenuti, Osvaldo (* 1951), argentinischer Radrennfahrer
- Benvenuti, Paolo (* 1946), italienischer Dokumentarfilmer und Filmregisseur
- Benvenuti, Pietro (1769–1844), italienischer Maler
- Benvenuti, Tomaso (1838–1906), italienischer Komponist
- Benvenuti, Vittorina (1884–1965), italienische Schauspielerin
- Benvenuto di Giovanni (* 1436), italienischer Maler
- Benvenuto, Antonio (* 1978), italienischer Poolbillardspieler
- Benvenuto, Christine, US-amerikanische Journalistin und Schriftstellerin
- Benvenuto, Edoardo (1940–1998), italienischer Bauingenieur
- Benvenuto, Girolamo di, italienischer Maler
- Benvenuto, Sergio (* 1948), italienischer Schriftsteller, Philosoph und Psychoanalytiker